# Tương đương so với người
Thuật ngữ tương đương so với người được sử dụng trong một số bối cảnh khác nhau. Thuật ngữ này có thể đề cập đến tương đương của con người về các so sánh khác nhau của những thứ tri giác và vô tri.

## Mô hình động vật trong hóa học và y học
Các sinh vật mô hình được sử dụng để tìm hiểu thêm về một bệnh, chẩn đoán và điều trị, với các sinh vật mô hình  giúp tìm ra các bệnh của con người trong tối đa 71% trường hợp. Liều tương đương so với con người (HED) hoặc nồng độ tương đương so với con người (HEC) là số lượng hóa chất, khi dùng cho người, tạo ra hiệu ứng tương đương với liều được tạo ra ở động vật thử nghiệm với liều nhỏ hơn. Tính toán HED là một bước trong việc thực hiện thử nghiệm lâm sàng một loại dược phẩm.

## Sử dụng và chuyển đổi năng lượng của con người
Khái niệm năng lượng tương đương với con người (H-e) hỗ trợ sự hiểu biết về các dòng năng lượng trong các hệ thống vật lý và sinh học bằng cách biểu thị các đơn vị năng lượng theo thuật ngữ của con người: nó cho một "cảm giác" về việc sử dụng một lượng năng lượng nhất định bằng cách diễn đạt lượng năng lượng tương đối cần thiết cho quá trình trao đổi chất của con người, giả sử chi tiêu năng lượng trung bình của con người là 12.500 kJ mỗi ngày và tốc độ trao đổi chất cơ bản là 80 watt. Một bóng đèn chạy ở 100 watt đang chạy ở mức 1,25 tương đương con người (100/80), tức là 1,25 H-e. Mặt khác, một người có thể tạo ra tới 1.000 watt cho một công việc kéo dài vài phút, hoặc thậm chí nhiều hơn cho một công việc trong vài giây, trong khi leo lên cầu thang có thể đại diện cho công việc ở mức khoảng 200 watts.

## Thuộc tính động vật thể hiện dưới dạng tương đương của con người

### Tuổi mèo và tuổi chó
Độ tuổi của mèo và chó nhà thường được gọi là "tuổi mèo" hoặc "tuổi chó", đại diện cho một sự chuyển đổi sang năm tương đương với con người. Một công thức cho tuổi mèo dựa trên một con mèo đạt đến tuổi lớn lên trong khoảng 1 năm, có thể được xem là 16 tuổi con người, sau đó thêm khoảng 4 năm cho mỗi năm con mèo già đi. Một con mèo 5 tuổi sau đó sẽ là (5 - 1) × 4 + 16 = 32 "tuổi mèo" (tức là tuổi tương đương với con người) và một con mèo 10 tuổi (10 - 1) × 4 + 16 = 52 tuổi của con người.